# Cratere Seeliger
Seeliger è un cratere lunare di 8,28 km situato nella parte sud-orientale della faccia visibile della Luna. Il cratere è dedicato all'astronomo tedesco Hugo von Seeliger.